# Talara mesospila
Talara mesospila là một loài bướm đêm thuộc phân họ Arctiinae, họ Erebidae.